# Filar Puškaša

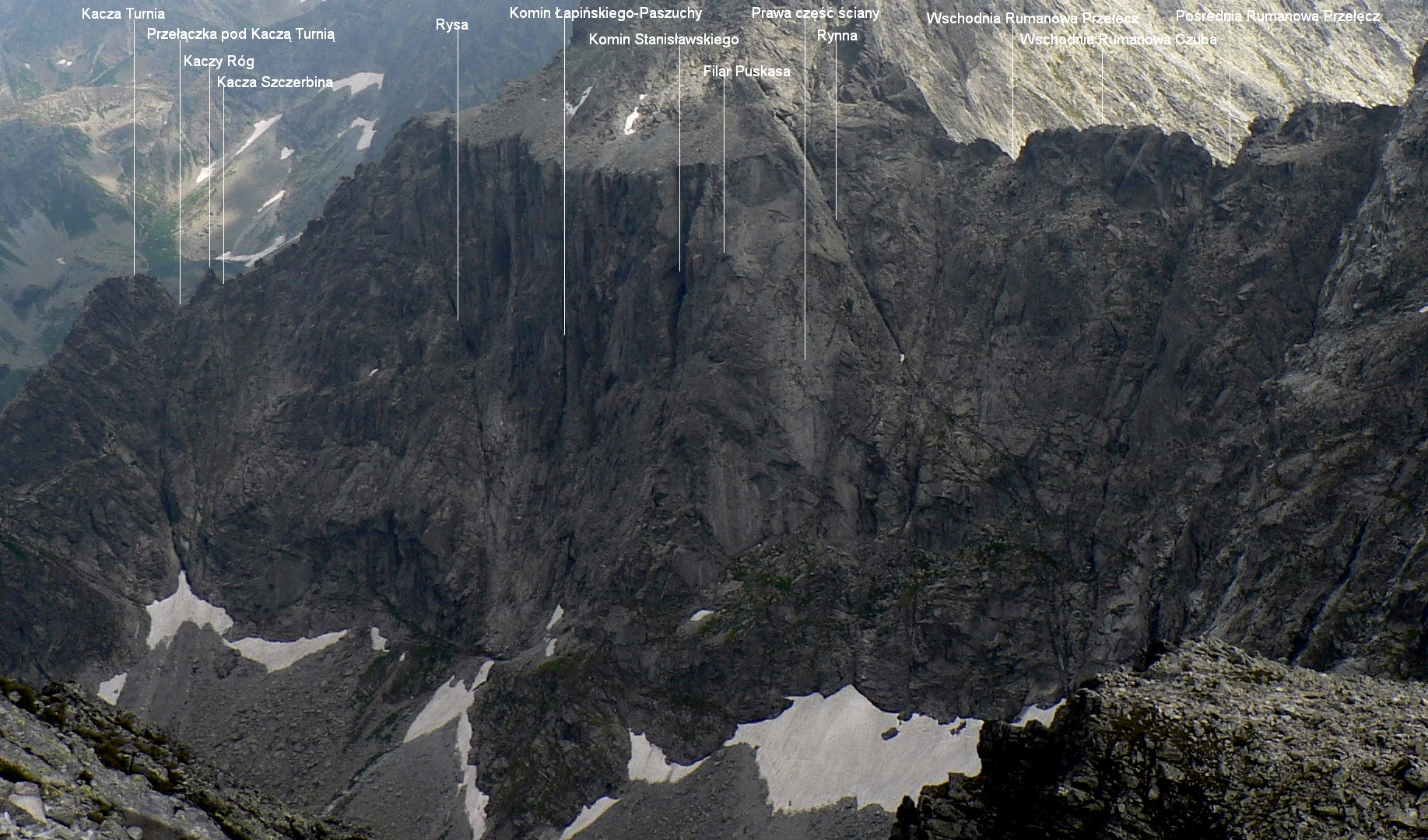
Topografia ściany Galerii Gankowej

Filar Puškaša (słow. Puškášov pilier) – filar w Galerii Gankowej w słowackich Tatrach Wysokich. Oddziela on prawą część jej ściany od części środkowej, a jego podstawa jest najniższym punktem całej ściany tej galerii. Najniższa część filara to skalisto-trawiaste stopnie wyprowadzające na lewy skraj wielkiego zachodu skośnie przecinającego prawą część ściany. Nad zachodem wspinaczka przewieszonym kominkiem na eksponowane płyty ciągnące się około 100 m w górę na gładką i przewieszoną ścianę. Obchodzi się ją trawersem na lewo, następnie 3 m w górę do rynny po prawej stronie, następnie 20 m w górę pod przewieszoną ściankę na prawym skraju galerii. Ściankę obchodzi się trawersem w lewo, następnie w górę trawiastym kominkiem. Z kominka trawers w prawo po mokrych stopniach na wielką płytę i przez przewieszkę na prawy skraj Galerii Gankowej.
Filarem Puškaša prowadzi jedna z najpopularniejszych dróg wspinaczkowych na Galerii Gankowej. W różnych miejscach ma trudności od III do V w skali tatrzańskiej. Pierwsze przejście: Jolanta Petrlová i Arno Puškaš 26 lipca 1949 roku. Zajęło im to 8 godz., obecnie czas przejścia ocenia się na 3 godz. Zimą jako pierwsi przeszli Veigl-Veigl w marcu 1959 r. Pierwsze przejście klasyczne: prawdopodobnie Henryk Czarnocki i Antoni Wala 8 sierpnia 1955 r. Pierwsze przejście solo bez asekuracji: Andrzej Mikler w czerwcu 2003 r.
Na Filarze Puškaša jest sporo starych haków. Po wspinaczce zejście z galerii jest dość trudne, należy do jednych z trudniejszych w całych Tatrach.